# Levern Spencer
Levern Donaline Spencer (née le 23 juin 1984 à Castries) est une athlète de Sainte-Lucie, spécialiste du saut en hauteur.
Médaillée de bronze aux championnats du monde cadets de 2001 à Debrecen, elle remporte en 2018 le titre aux Jeux du Commonwealth de Gold Coast, après deux médailles de bronze en 2010 et 2014. Elle est également cinq fois titrée aux championnats d'Amérique du Nord, d'Amérique centrale et des Caraïbes.

## Carrière

### Débuts
Levern Spencer débute dans sa carrière internationale en remportant les championnats d'Amérique centrale et des Caraïbes en 2001, à l'âge de 17 ans seulement. Depuis, elle y a remporté les cinq titres suivants en 2005, 2008, 2009, 2011 et en 2013.
Elle termine en 2006 à Melbourne à la cinquième place des Jeux du Commonwealth avec 1,83 m. Elle prend ensuite la troisième place des Jeux d'Amérique centrale et des Caraïbes avec 1,88 m.
En 2007, lors des qualifications des Championnats du monde d'Osaka, elle se qualifie pour la finale en égalant son record national d'1,94 m. En finale, elle prend la quinzième place avec un saut à 1,90 m.

### Parmi les meilleures mondiales (2010)
Sa saison 2010 commence le 8 mai 2010 par le meeting d'Athens en Géorgie. Elle franchit une barre de 1,98 m et améliore son record national de 3 cm, établit en 2009 à Saragosse.
Elle enchaine les concours et prend ensuite par deux fois la 3e place à Oslo et à Rome dans le circuit de la Ligue de Diamant, successivement avec 1,94 m et 1,95 m. Elle sera devancée les deux fois par la Croate Blanka Vlašić et l'Américaine Chaunte Lowe. À la fin de l'année, Spencer termine à la 5e place de la Ligue de Diamant.
Aux Jeux du Commonwealth se tenant en Inde, Spencer remporte le bronze avec un saut d'1,88 m. En fin d'année, elle remporte le jackpot de la finale Élite des Jeux Finlandais après avoir remporté 5 des meetings.
Elle prend en septembre à Split (Croatie), la troisième place de la première édition de la Coupe continentale avec un saut à 1,88 m, derrière la Croate Blanka Vlašić (2,05 m) et la Suédoise Emma Green (1,92 m).

### Saisons mitigées (2011, 2012)
2011 est une saison en demi-teinte pour Levern Spencer. En Ligue de diamant, elle ne prend qu'une seconde place lors du Golden Gala de Rome avec 1,92 m, derrière Blanka Vlašić qui établit la meilleure performance mondiale de l'année (1,95 m). Elle établit quelques jours plus tard à Hengelo sa meilleure performance personnelle de la saison avec 1,94 m.
À Daegu, lors des championnats du monde, Spencer est la première des athlètes non-qualifiées en finale, après avoir franchi toutes ses barres aux premiers essais jusque 1,92 m, butant ensuite par trois fois à 1,95 m. Elle remporte ensuite son cinquième titre lors des Championnats d'Amérique centrale et des Caraïbes avec 1,82 m. Lors des Jeux panaméricains, elle termine à la septième place avec 1,81 m, faisant l'impasse à 1,84 m et échouant par trois fois à 1,87 m.
En Mars 2012, elle participe aux Championnats du monde en salle d'Istanbul mais est éliminée dès les qualifications avec un saut à 1,88 m. Elle est récompensée par le Comité Solidaire Olympique pour pouvoir s'entrainer dans de meilleures conditions en vue des Jeux olympiques. Dès le début d'année, elle part en Allemagne, afin de recevoir de bonnes installations. En août, est éliminée en qualifications aux Jeux olympiques de Londres, franchissant 1,90 m. Son meilleur saut de la saison est d'1,91 m, réalisé à Ratisbonne.

### Retour des bonnes performances (2013, 2015)
Après deux saisons très mitigées, Levern Spencer retrouve les sensations. En juillet, l'athlète de Sainte-Lucie remporte son sixième titre continental en s'imposant avec 1,95 m lors des Championnats d'Amérique centrale et des Caraïbes à Morelia au Mexique. Le mois suivant, elle participe aux championnats du monde de Moscou. Qualifiée pour la finale avec 1,92 m, elle termine ce championnat à la 11e place, se contentant d'1,89 m.

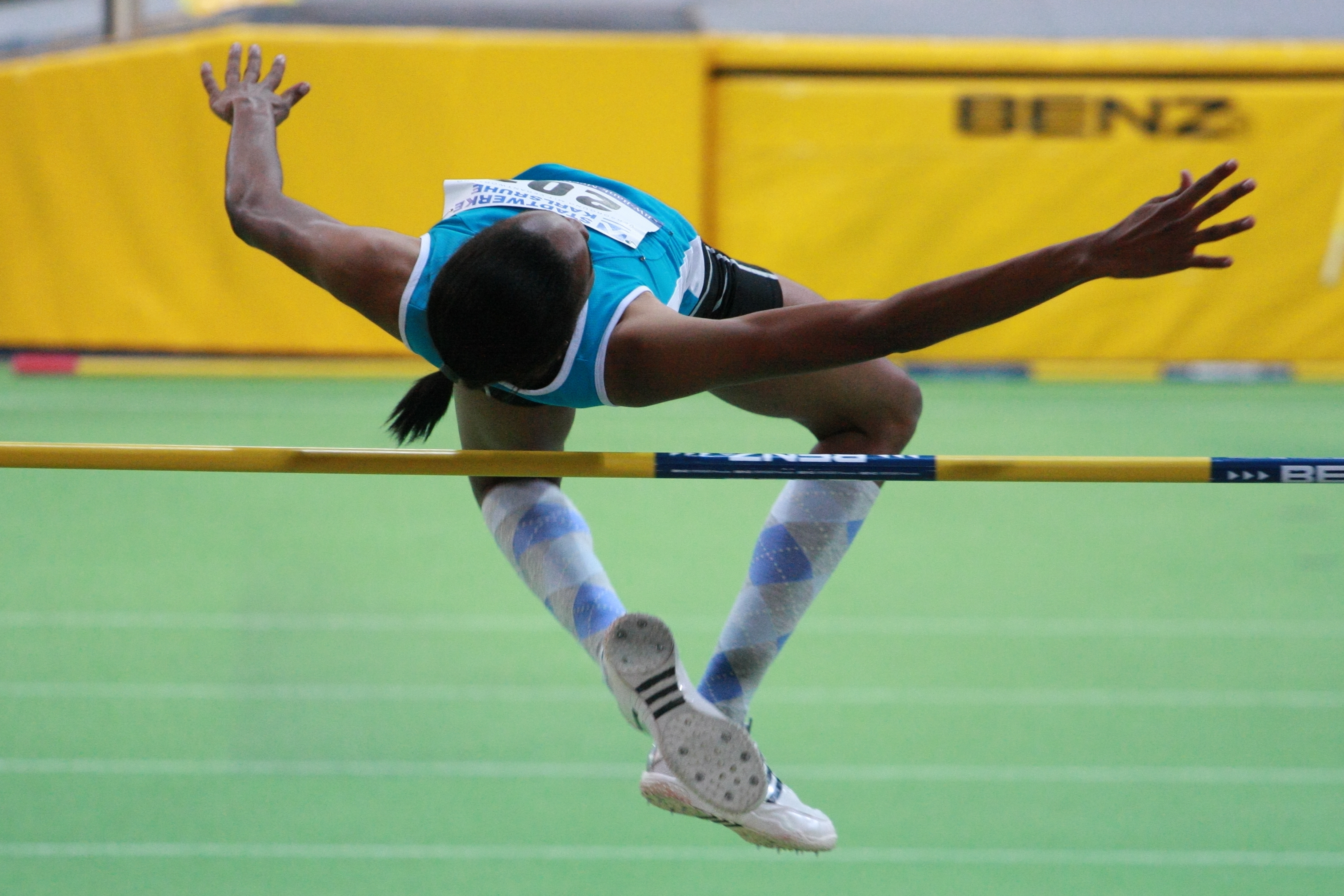
Levern Spencer lors du meeting de Karlsruhe en 2010

En mars 2014, elle améliore son record national lors des qualifications des Championnats du monde en salle de Sopot avec 1,95 m. Elle se classe le lendemain à la septième place du concours avec 1,94 m. Par la suite, lors du meeting annuel d'Athens, Levern Spencer franchit une barre à 1,96 m. Cette performance la rapproche de son record national datant de 2010. En juillet, elle participe aux Jeux du Commonwealth de Glasgow. Elle y remporte une nouvelle médaille de bronze, quatre ans après celle remportée à New Delhi en Inde, grâce à un saut à 1,92 m. Elle est devancée par l'Australienne Eleanor Patterson, victorieuse en 1,94 m et de l'Anglaise Isobel Pooley, qui franchit 1,92 m également.
Elle s'impose en fin de saison au Festival des sports panaméricains (1,88 m) et aux Jeux d'Amérique centrale et des Caraïbes (1,89 m). Il se classe ensuite cinquième de la Coupe continentale de Marrakech avec 1,87 m, concours remporté par la Russe Mariya Kuchina (1,99 m).
En 2015, Spencer réalise des concours très réguliers. Dans plusieurs étapes de Ligue de diamant, à Doha, Rome, Birmingham et New York, elle réalise 1,91 m. En juillet, elle remporte les Jeux panaméricains avec 1,94 m à son troisième essai. C'est la première médaille d'or pour Sainte-Lucie dans ces Jeux panaméricains depuis leur création. Elle remporte ensuite les Championnats NACAC avec 1,91 m. Elle échoue ensuite à 1,96 m.
Fin août, Levern Spencer participe aux Championnats du monde de Pékin. Avec 1,92 m, elle se qualifie pour la finale où elle réalise une très décevante douzième et dernière place avec 1,88 m.

### 2016: marque l'histoire de son pays
Levern Spencer change d'entraîneur à l'occasion de la saison 2016 et est désormais entraînée par Petros Kyprianou. Elle fait sa rentrée en salle à Birmingham aux États-Unis où elle s'impose avec un saut à 1,86 m. Le 16 janvier, elle franchit, toujours dans cette ville, 1,92 m et devance aux essais l'Américaine Chaunté Lowe. Le 13 février, à Hustopece, Spencer remporte le meeting en égalant son propre record national à 1,95 m. Elle échoue par trois fois à 1,97 m et devance au classement final la Nigériane Doreen Amata (1,93 m) et la Tchèque Michaela Hrubá (1,93 m). Le 20 février, elle continue sur sa série de victoires en terminant 1re ex-æquo avec Alessia Trost du Glasgow Indoor Grand Prix avec un saut à 1,93 m au 2e essai.

#### 5edes mondiaux en salle de Portland
Le 20 mars 2016, Spencer se classe 5e de la finale des championnats du monde en salle de Portland avec 1,93 m, échouant de peu à 1,96 m lors de son premier essai, ce qui lui aurait donné le titre mondial. Le 30 avril 2016, elle remporte les Drake Relays avec une barre à 1,95 m, meilleure performance mondiale de l'année, avant d'échouer à 2,00 m.
Le 14 mai suivant, Spencer écrit un peu plus l'histoire de son pays en devenant la première athlète de Sainte-Lucie (homme et femme confondus) à remporter un meeting de la Ligue de diamant : elle s'impose au Shanghai Golden Grand Prix avec une barre à 1,94 m, devançant aux essais l'Ouzbèke Nadiya Dusanova. Quatre jours plus tard, elle se classe 5e du World Challenge Beijing avec 1,90 m, dans un concours remporté par la Bulgare Mirela Demireva (1,93 m). Fin juin, elle remporte les Championnats nationaux avec 1,94 m.

#### 6eaux Jeux olympiques de Rio
Le 18 août, elle participe aux qualifications des Jeux olympiques de Rio de Janeiro : avec toutes ses barres franchies au premier essai, y compris les 1,94 m requis pour accéder à la finale, Levern Spencer devient la première athlète (hommes et femmes confondus) de Sainte-Lucie à intégrer une finale olympique. Deux jours plus tard, elle franchit 1,93 m au premier essai et se classe 6e de la finale, réalisant le meilleur résultat pour n'importe quel sportif de son pays. Son retour à Sainte-Lucie est célébré par la population.
Le 27 août, elle établit sa meilleure performance de la saison à 1,96 m lors du Meeting de Paris où elle termine 2e derrière Ruth Beitia (1,98 m). Quelques jours plus tard, elle prend la 8e place du Weltklasse Zurich, performance qui lui permet de se classer 2e du classement général de la Ligue de diamant avec 25 points derrière Ruth Beitia (61 pts), un exploit pour la petite île de Sainte-Lucie en athlétisme.

### Saison 2017
Levern Spencer ouvre sa saison 2017 en Guyana avec un saut à 1,88 m, concours remporté. Le 28 avril, elle remporte les Drake Relays à Des Moines avec 1,91 m, dans un concours réalisé en salle à la suite de conditions météorologiques désastreuses. Le 21 mai, à Kingston, elle franchit 1,90 m quelques jours après avoir remporté à Baie-Mahault le meeting avec une marque d'1,92 m, sa meilleure performance de la saison. Au meeting de Rome, début juin, elle se blesse, et doit s'éloigner des pistes durant 2 mois.
Comme en 2009, Spencer est la seule athlète (masculin et féminin confondus) à représenter Sainte-Lucie aux Championnats du monde de Londres du 4 au 13 août 2017. Elle est éliminée en qualifications le 10 août avec 1,89 m.

### Saison 2018: médaille d'or aux Jeux du Commonwealth
Levern Spencer décide à nouveau de faire une saison hivernale en 2018, avec en ligne de mire les championnats du monde en salle de Birmingham. Début janvier, à Clemson, elle atteint tout d'abord les minimas pour les Jeux du Commonwealth de 2018 où elle fait figure de favorite, avec 1,90 m. Le 25 janvier, à Ostrava, elle saute 1,88 m avant de réaliser deux jours plus tard à Hustopeče une performance d'1,93 m, remportant par la même occasion la compétition.
Le 30 janvier, à Třinec, Levern Spencer s'impose lors de la compétition en égalant son record national en salle d'1,95 m, datant de 2014 et 2016. Elle tente par la suite 1,97 m, sans succès. Le 3 février, à Karlsruhe, elle saute 1,92 m. Le 6 février, elle termine 2e de la réunion de Banská Bystrica, uniquement consacrée au saut en hauteur, avec 1,94 m. Elle est devancée par la double championne du monde Mariya Lasitskene (2,02 m). Le 15 février, elle termine 4e à Toruń avec 1,90 m, derrière Mariya Lasitskene (2,00 m), Yuliya Levchenko (1,93 m) et Erika Kinsey (1,90 m). Le 1er mars, elle termine à une décevante 10e place aux championnats du monde en salle de Birmingham avec un saut à 1,84 m.
Le 14 avril, pour sa première compétition estivale, Levern Spencer remporte la médaille d'or des Jeux du Commonwealth de Gold Coast : au terme d'un duel acharné face à l'Anglaise Morgan Lake et l'Australienne Nicola McDermott, la Sainte-Lucienne parvient à effacer une barre à 1,95 m, ce que ces adversaires ne feront pas. Auteure de la meilleure performance mondiale de l'année, elle entre dans l'histoire de son pays en décrochant la première médaille d'or de la nation dans les Jeux du Commonwealth, après avoir remporté seulement 3 médailles de bronze, dont 2 appartenant déjà à elle. À son retour en Sainte-Lucie, le 19 avril, elle est accueillie en héroïne à l'aéroport national,.
Après les Jeux, Spencer ne franchit pas 1,90 m lors des trois prochaines compétitions : aux Drake Relays, elle se contente d'1,88 m, qu'elle égale à Rome, et d'1,85 m à Shanghai. Le 3 juin, aux FBK Games d'Hengelo, elle termine 5e avec 1,91. Le 10 juin, au Bauhaus-Galan de Stockholm, elle termine 6e avec 1,90 m. Le 13 juin, lors du Filothei Women Gala d'Athènes, elle franchit 1,96 m pour remporter le concours, et réaliser son meilleur saut depuis 2014. Elle tente par trois fois la barre des 2,00 mètres, sans succès.
Par la suite 9e du Meeting de Paris avec 1,90 m, elle signe ensuite deux victoires consécutives à Espoo et Bragança Paulista avec 1,92 m. Néanmoins, elle échoue à réaliser deux autres podiums en ligue de diamant : 9e à Rabat (1,90 m) et 10e à Londres (1,87 m). Le 2 août, lors des Jeux d'Amérique centrale et des Caraïbes de Barranquilla, Levern Spencer surclasse ses adversaires et décroche son troisième titre consécutif après Mayagüez en 2010 et Veracruz en 2014, grâce à un saut à 1,90 m. Elle devance la Mexicaine Ximena Esquivel (1,86 m) et la Colombienne María Fernanda Murillo (1,86 m).
Le 10 août, à Toronto, Levern Spencer remporte son troisième titre consécutif (en un même nombre d'édition) aux championnats d'Amérique du Nord, d'Amérique centrale et des Caraïbes 2018. Avec un saut à 1,91 m, elle égale son propre record des championnats réalisé en 2015 et devance sur le podium les Américaines Elizabeth Patterson (1,88 m) et Loretta Blaut (1,82 m). Avec cette victoire, elle est automatiquement qualifiée pour les Jeux panaméricains de 2019, où elle défendra son titre, et pour les championnats du monde 2019 à Doha.

### Saison 2019
Le 8 août 2019, elle remporte pour la seconde fois consécutive les Jeux panaméricains. Dans la capitale péruvienne, elle s'impose avec une modeste barre de 1,87 m devant sa dauphine de l'édition précédente Priscilla Frederick et la Jamaïcaine Kimberly Williamson (1,84 m).

### Retraite (2021)
Le 6 novembre 2021, Levern Spencer annonce sa retraite sportive, à l'âge de 37 ans.

## Palmarès
| Date | Compétition                              | Lieu                               | Résultat | Marque  |
| ---- | ---------------------------------------- | ---------------------------------- | -------- | ------- |
| 2000 | Jeux de la CARIFTA Cadets                | Saint-Georges                      | 3e       | 1,73 m  |
| 2001 | Jeux de la CARIFTA Juniors               | Bridgetown                         | 1re      | 1,79 m  |
| 2001 | Championnats du monde cadets             | Debrecen                           | 3e       | 1,81 m  |
| 2001 | Champ. d'Am. centrale et des Caraïbes    | Guatemala                          | 1re      | 1,80 m  |
| 2002 | Jeux de la Carifta Juniors               | Nassau                             | 2e       | 1,82 m  |
| 2002 | Championnats du monde juniors            | Kingston                           | 8e       | 1,83 m  |
| 2002 | Jeux du Commonwealth                     | Manchester                         | 12e      | 1,74 m  |
| 2003 | Jeux de la CARIFTA Juniors               | Port-d'Espagne                     | 2e       | 1,86 m  |
| 2003 | Championnats panaméricains juniors       | Bridgetown                         | 2e       | 1,83 m  |
| 2003 | Jeux panaméricains                       | Saint-Domingue                     | 5e       | 1,83 m  |
| 2005 | Champ. d'Am. centrale et des Caraïbes    | Nassau                             | 1re      | 1,94 m  |
| 2006 | Jeux d'Amérique centrale et des Caraïbes | Carthagène des Indes               | 3e       | 1,88 m  |
| 2006 | Jeux du Commonwealth                     | Melbourne                          | 5e       | 1,83 m  |
| 2007 | Championnats NACAC                       | San Salvador                       | 1re      | 1,89 m  |
| 2007 | Jeux panaméricains                       | Rio de Janeiro                     | 3e       | 1,87 m  |
| 2007 | Championnats du monde                    | Osaka                              | 15e      | 1,90 m  |
| 2008 | Champ. d'Am. centrale et des Caraïbes    | Cali                               | 1re      | 1,91 m  |
| 2009 | Champ. d'Am. centrale et des Caraïbes    | La Havane                          | 1re      | 1,91 m  |
| 2010 | Jeux d'Amérique centrale et des Caraïbes | Mayagüez                           | 1re      | 1,94 m  |
| 2010 | Coupe continentale                       | Split                              | 3e       | 1,88 m  |
| 2010 | Jeux du Commonwealth                     | New Delhi                          | 3e       | 1,88 m  |
| 2011 | Champ. d'Am. centrale et des Caraïbes    | Mayagüez                           | 1re      | 1,82 m  |
| 2011 | Jeux panaméricains                       | Guadalajara                        | 6e       | 1,81 m  |
| 2013 | Champ. d'Am. centrale et des Caraïbes    | Morelia                            | 1re      | 1,95 m  |
| 2013 | Championnats du monde                    | Moscou                             | 10e      | 1,89 m  |
| 2014 | Championnats du monde en salle           | Sopot                              | 7e       | 1,94 m  |
| 2014 | Jeux du Commonwealth                     | Glasgow                            | 3e       | 1,92 m  |
| 2014 | Coupe continentale                       | Marrakech                          | 5e       | 1,87 m  |
| 2014 | Festival des sports panaméricains        | Mexico                             | 1re      | 1,88 m  |
| 2014 | Jeux d'Amérique centrale et des Caraïbes | Veracruz                           | 1re      | 1,89 m  |
| 2015 | Jeux panaméricains                       | Toronto                            | 1re      | 1,94 m  |
| 2015 | Championnats NACAC                       | San José                           | 1re      | 1,91 m  |
| 2015 | Championnats du monde                    | Pékin                              | 12e      | 1,88 m  |
| 2015 | Ligue de diamant                         | Ligue de diamant                   | 5e       | détails |
| 2016 | Circuit mondial en salle de l'IAAF       | Circuit mondial en salle de l'IAAF | 3e       | détails |
| 2016 | Championnats du monde en salle           | Portland                           | 5e       | 1,93 m  |
| 2016 | Jeux olympiques                          | Rio de Janeiro                     | 6e       | 1,93 m  |
| 2016 | Ligue de diamant                         | Ligue de diamant                   | 2e       | détails |
| 2018 | Championnats du monde en salle           | Birmingham                         | 10e      | 1,84 m  |
| 2018 | Jeux du Commonwealth                     | Gold Coast                         | 1re      | 1,95 m  |
| 2018 | Jeux d'Amérique centrale et des Caraïbes | Barranquilla                       | 1re      | 1,90 m  |
| 2018 | Championnats NACAC                       | Toronto                            | 1re      | 1,91 m  |
| 2018 | Ligue de diamant                         | Ligue de diamant                   | 5e       | 1,85 m  |
| 2018 | Coupe continentale                       | Ostrava                            | 3e       | 1,93 m  |
| 2019 | Jeux panaméricains                       | Lima                               | 1re      | 1,87 m  |
| 2019 | Ligue de diamant                         | Ligue de diamant                   | 13e      | 1,80 m  |

• Jeux olympiques : qualifications en 2008 et 2012

• Championnats du monde : qualifications en 2005, 2009, 2011 et 2017

• Championnats du monde en salle : qualifications 2012

## Records
| Épreuve         | Épreuve   | Marque      | Lieu                              | Date                                                      |
| --------------- | --------- | ----------- | --------------------------------- | --------------------------------------------------------- |
| Saut en hauteur | Plein air | 1,98 m (NR) | Athens                            | 8 mai 2010                                                |
| Saut en hauteur | En salle  | 1,95 m (NR) | Sopot Hustopeče Des Moines Třinec | 7 mars 2014 13 février 2016 30 avril 2016 30 janvier 2018 |

### Meilleures performances par années
| Date | Marque | Date                            | Lieu                         | Rang |
| ---- | ------ | ------------------------------- | ---------------------------- | ---- |
| 2000 | 1,73 m | 23 avril 2000                   | Saint-Georges                | —    |
| 2001 | 1,84 m | 27 juin 2001                    | Saint-Georges                | 110  |
| 2002 | 1,83 m | 19 juillet 2002 20 juillet 2002 | Kingston                     | 153  |
| 2003 | 1,86 m | 28 mars 2003 21 avril 2003      | Saint-Georges Port-d'Espagne | 96   |
| 2004 | 1,88 m | 29 mai 2004                     | Saint-Georges                | 68   |
| 2005 | 1,94 m | 10 juillet 2005                 | Nassau                       | 19   |
| 2006 | 1,90 m | 15 avril 2006                   | Walnut                       | 47   |
| 2007 | 1,94 m | 31 août 2007                    | Osaka                        | 22   |
| 2008 | 1,93 m | 19 avril 2008                   | Athens                       | 29   |
| 2009 | 1,95 m | 18 juillet 2009                 | Saragosse                    | 12   |
| 2010 | 1,98 m | 8 mai 2010                      | Athènes                      | 7    |
| 2011 | 1,94 m | 29 mai 2011                     | Hengelo                      | 21   |
| 2012 | 1,91 m | 2 juin 2012                     | Ratisbonne                   | 41   |
| 2013 | 1,95 m | 5 juillet 2013                  | Morelia                      | 14   |
| 2014 | 1,96 m | 12 avril 2014                   | Athènes                      | 13   |
| 2015 | 1,94 m | 11 juillet 2015 22 juillet 2015 | Madrid Toronto               | 13   |
| 2016 | 1,96 m | 27 août 2016                    | Paris                        | 12   |
| 2017 | 1,92 m | 17 mai 2017                     | Baie-Mahault                 | 22   |
| 2018 | 1,96 m | 13 juin 2018                    | Athènes                      | 8    |
| 2019 | 1,94 m | 19 juillet 2019                 | Bühl                         | 18   |
| 2020 | 1,89 m | 31 janvier 2020                 | Karlsruhe                    | 21   |
| 2021 | 1,92 m | 25 juin 2021                    | Bühl                         | 35   |

| Numéro | Marque | Compétition                    | Lieu       | Date            |
| ------ | ------ | ------------------------------ | ---------- | --------------- |
| 1      | 1,98 m | Georgia Invitational           | Athens     | 8 mai 2010      |
| 2      | 1,96 m | Pfingstsportfest               | Rehlingen  | 24 mai 2010     |
| 2      | 1,96 m | Georgia Invitational           | Athens     | 12 avril 2014   |
| 2      | 1,96 m | Meeting de Paris               | Paris      | 27 août 2016    |
| 2      | 1,96 m | Filothei Women Gala            | Athènes    | 13 juin 2018    |
| 6      | 1,95 m | Gran Premio Gobierno de Aragón | Saragosse  | 18 juillet 2009 |
| 6      | 1,95 m | Golden Gala                    | Rome       | 10 juin 2010    |
| 6      | 1,95 m | Mémorial Primo-Nebiolo         | Turin      | 12 juin 2010    |
| 6      | 1,95 m | Vattenfall Meeting             | Espoo      | 30 juin 2010    |
| 6      | 1,95 m | Championnats d'AMCAC           | Morelia    | 15 juillet 2013 |
| 6      | 1,95 m | Championnats du monde en salle | Sopot      | 7 mars 2014     |
| 6      | 1,95 m | Monrovia high jump Tour        | Hustopeče  | 13 février 2016 |
| 6      | 1,95 m | Drake Relays                   | Des Moines | 30 avril 2016   |
| 6      | 1,95 m | Monrovia high jump Tour        | Třinec     | 30 janvier 2018 |
| 6      | 1,95 m | Jeux du Commonwealth           | Gold Coast | 14 avril 2018   |